# Xuan tu

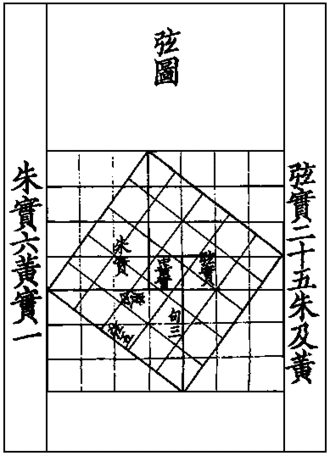
Xuan tu (Hsuan tu)

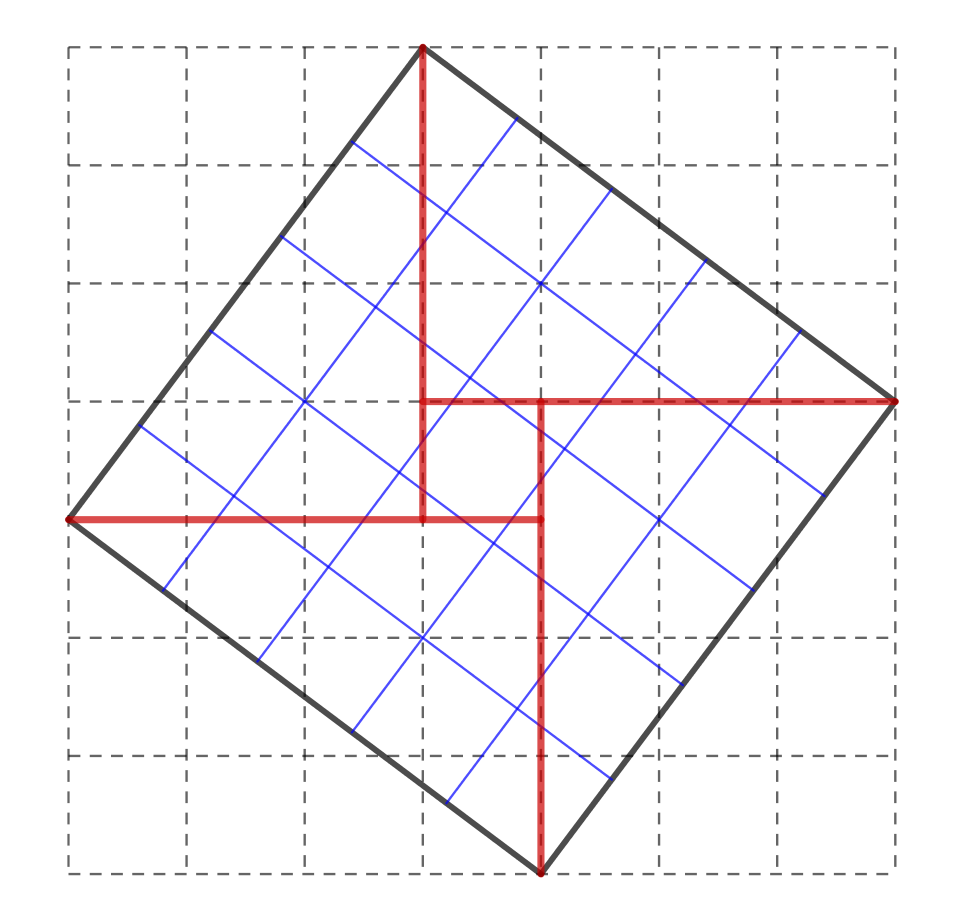
Diagrama de Xuan Tu sin los caracteres chinos

Xuan tu o Hsuan thu (chino simplificado: 弦图; chino tradicional: 絃圖; pinyin: xuántú; Wade–Giles: hsüan² tʻu²) es un diagrama que aparece en el antiguo texto astronómico y matemático chino Zhoubi Suanjing y que indica una demostración del teorema de Pitágoras. Zhoubi Suanjing es uno de los textos chinos más antiguos sobre matemáticas. No se ha determinado la fecha exacta de la composición del libro. Algunas estimaciones se remontan al año 1100 a. C., mientras que otras lo sitúan en el año 200 de nuestra era. Sin embargo, a partir de las pruebas astronómicas disponibles en el libro, parece que gran parte del material que contiene es de la época de Confucio, es decir, del siglo VI a. C. Hsuan thu representa una de las primeras demostraciones conocidas del teorema de Pitágoras y también una de las más sencillas. El texto del Zhoubi Suanjing que acompaña al diagrama se ha traducido como a continuación se expone:
"El arte de la numeración procede del círculo y del cuadrado. El círculo deriva del cuadrado y el cuadrado del rectángulo (literalmente, la escuadra en T o escuadra de carpintero). El rectángulo tiene su origen en el hecho de que 9x9 = 81 (es decir, la tabla de multiplicar o las propiedades de los números como tales). Así pues, cortemos un rectángulo (en diagonal) y hagamos que su anchura sea de 3 (unidades) de ancho y su altura de 4 (unidades) de largo. La diagonal entre las dos esquinas será entonces de 5 (unidades) de largo. Ahora, después de dibujar un cuadrado en la diagonal, circunscríbelo por medio rectángulos como el que se ha dejado fuera, de manera que se forme una placa (cuadrada). Así, los (cuatro) semirectángulos exteriores de anchura 3, longitud 4 y diagonal 5, juntos forman dos rectángulos (de área 24); entonces (cuando esto se resta de la placa cuadrada de área 24) el resto es de área 25. Este (proceso) se llama apilar 'apilar los rectángulos' (chi chu)."
El diagrama hsuan thu utiliza el triángulo rectángulo 3,4,5 para demostrar el teorema de Pitágoras. Sin embargo, el pueblo chino parece haber generalizado su conclusión a todos los triángulos rectángulos.

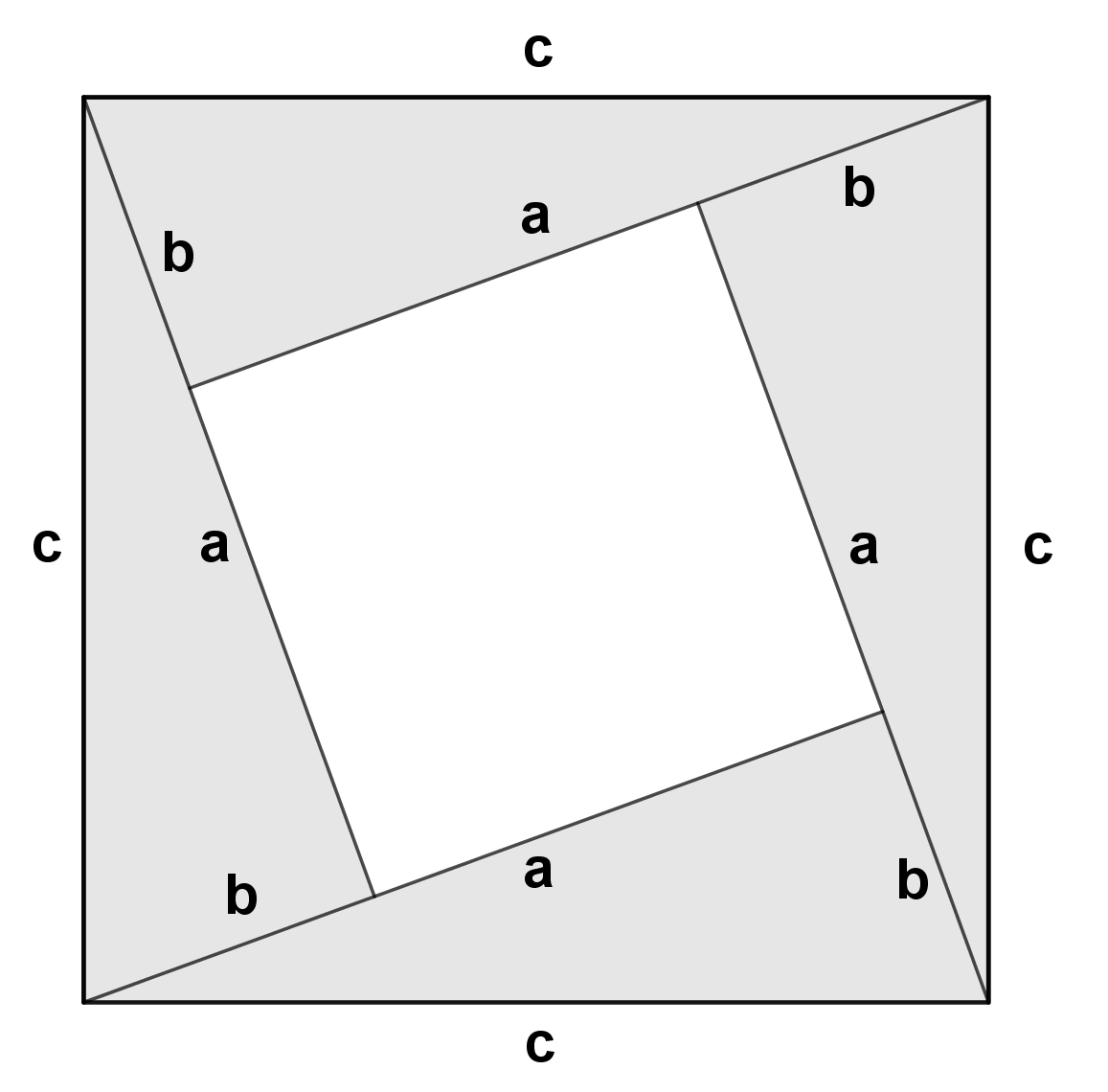
Diagrama que ilustra la prueba del teorema de Pitágoras de Bhaskara II

El diagrama hsuan thu, en su forma generalizada, puede encontrarse en los escritos del matemático indio Bhaskara II (c. 1114-1185). La descripción de este diagrama aparece en el verso 129 del Bijaganita de Bhaskara II. Existe una leyenda de que la demostración del teorema de Pitágoras por Bhaskara consistió en una sola palabra, concretamente: «¡Contemplad!». Sin embargo, utilizando las notaciones del diagrama, el teorema se deduce de la siguiente ecuación:
{\displaystyle c^{2}=(a-b)^{2}+4({\tfrac {1}{2}}ab)=a^{2}+b^{2}.}